# هاينريش الأسد

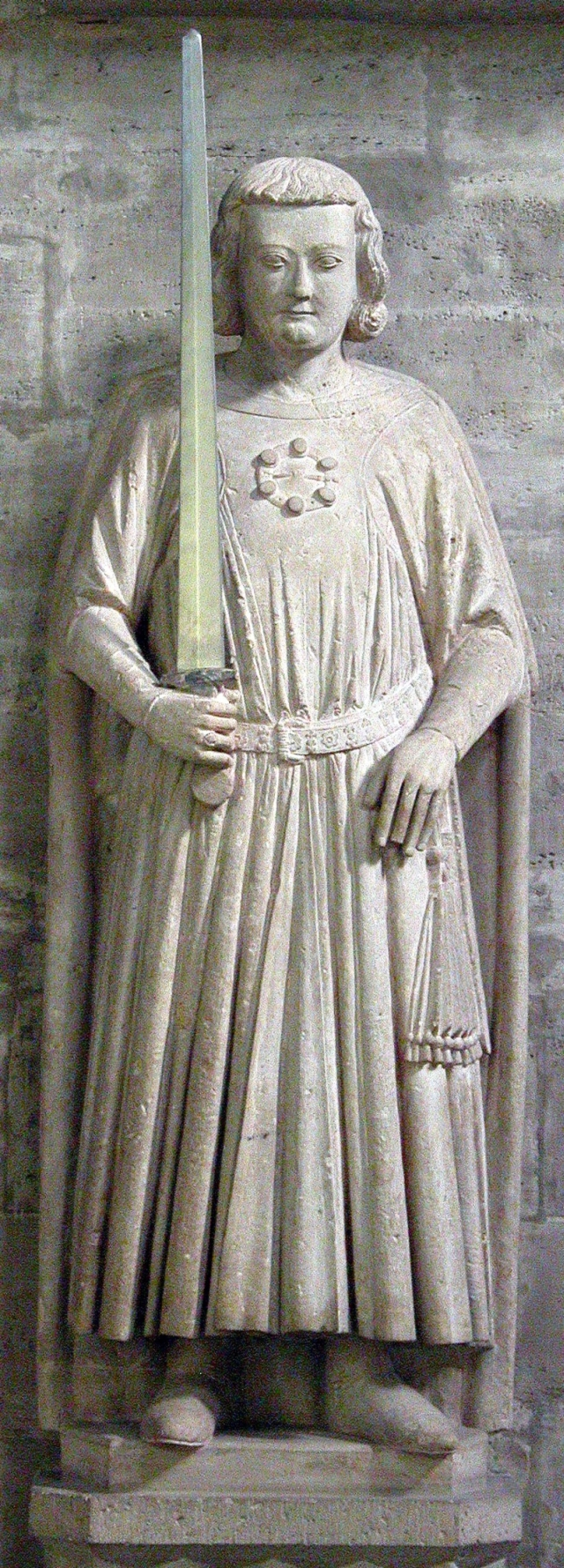
Henry the Lion (statue on his tomb in Brunswick Cathedral).

هاينريش الأسد (بالألمانية: Heinrich der Löwe ؛ 1129 - 6 أغسطس 1195) عضو في سلالة فلف ودوق ساكسونيا باسم هاينريش الثالث من عام 1142 ودوق بافاريا باسم هاينريش الثاني عشر من عام 1156، وحكم هاتين الدوقتين حتى عام 1180، وهو ابن هاينريش العاشر ودوق ساكسونيا (باسم هاينريش الثاني،1137–1139) ومركيز توسكانا (1137-1139)، وغيرترودي من ساكسونيا.
كان أحد أقوى الأمراء الألمان في زمنه، حكم هنري في ذروه حكمه أراض شاسعة تمتد من ساحل بحري الشمال والبلطيق إلى جبال الألب، ومن فيستفاليا إلى بوميرانيا. حقق هنري هذه القوة عظمى بفطنته السياسية والعسكرية جزءٍ منها ومن خلال إرث أسلافه الأربعة في جزءٍ آخر. حتى نجحت سلالة هوهنشتاوفن المنافسة في عزله وحرمانه أخيرا من دوقيتيه بافاريا وساكسونيا في عهدي ابن عمه فريدريك الأول بربروسا وابنه هنري السادس.
أَنكر عليه الميراث لأن والده عزل من قبل كونراد الثالث وهو نفسه الذي منحه ساكسونيا عام 1142، ثم حصل على بافاريا من ابن عمه فريدريك الأول في عام 1156، بعد أن غزاها عام 1150 مطالبا بعرشه.
أسس ميونيخ في عام 1158 كسوق منافس لفرايزنغ، وأعاد تأسيس لوبيك عام 1159، حفز بناء قواعد سلطته في الشمال ظهور شفيرن وشتاده وبريمن ولونيبورغ ومحددا مقره بقلعة dankwarderode في براونشفايغ. وبالإضافة أساقفيات أولدنبورغ وراتسبيرغ ومكلنبورغ ولوبيك وشفيرن.
عام 1168 تزوج من ماتيلدا ابنة ملك انكلترا هنري الثاني من انكلترا من سلالة بلانتاغينيت.
زار القدس في عام 1172.
استعان به فريديريك بارباروسا في غزو بولندا فانقلب عليه هاينريش لكي يحكم إمبراطورية بارباروسا لكن بارباروسا تغلب عليه وأسره وبعدها عفي عنه وعرض عليه الحرية مقابل ان يكون ولاؤه لبارباروسا من جديد.فوافق هاينريش
بدأ بارباروسا بغزو إيطاليا كان عليه غزو المدن الإيطالية كلها قبل أن يدخل روما ويضم إيطاليا لإمبراطوريته، كان عليه غزو ميلان، فيرونا، فينيس، وبادوا
بدأ بميلان وقبض علي خمس من أمرائها والأخير هرب وطلب العون من باقي المدن الإيطالية، فقررت المدن الثلاثة الأخرى الاتحاد ضد بارباروسا، فشكلت المدن الثلاثة حلفا يعرف بحلف اللومباردز.
و في عام 1176 في كيافينا بدأ بارباروسا حملته علي اللومباردز مستعينا بهاينريش لكنه رفض معونه بارباروسا في حربه ضد اللومباردز ولهذا حكم عليه عام 1180 في مؤتمر غيلنهاوزن الإمبراطوري بفقدان ساكسونيا. وفي نفس العام جرده فريدريك الأول حتى من دوقية بافاريا ونفاه بين عامي 1182 1185.
أدى إذعانا في إرفورت عام 1181، مستعيدا فقط ممتلكاته الشخصية في جميع أنحاء براونشفايغ ولونيبورغ، عاد إلى ألمانيا عام 1189، ورغم من تأييده بقوة إلا أنه لم يستعد دوقياته المفقودة.
ولكنه نجح في إعداد الساحة لابنه، أوتو الرابع الذي صعد عرش ألمانيا بعد سنوات قليلة من وفاته.

## روابط خارجية
- هاينريش الأسد على موقع الموسوعة البريطانية (الإنجليزية)